# Wiesnerella
Wiesnerella es un género de  Marchantiophytas en el orden de Marchantiales y el único miembro de la familia Wiesnerellaceae.

## Taxonomía
El género fue descrito por Victor Félix Schiffner y publicado en Oesterreichische Botanische Zeitschrift 46: 86. 1896[1896].

## Especies
- Wiesnerella denudata (Mitt.) Stephani
- Wiesnerella fasciaria C. Gao & G.C. Zhang